# О’Брайен, Джон (футболист)
Джон Па́трик О’Бра́йен (англ. John Patrick O'Brien; 29 августа 1977, Лос-Анджелес) — американский футболист.

## Биография

### Клубная карьера
Джон О’Брайен — воспитанник футбольной школы нидерландского «Аякса». Свой первый профессиональный контракт Джон подписал в 1998 году, но после подписания контракта сразу же был отдан в годичную аренду клубу «Утрехт», где отыграл 19 матчей и забил 2 мяча. После возвращения в «Аякс» О’Брайен сразу закрепился в основном составе, играя на позиции левого защитника и полузащитника. Его дебют за «Аякс» состоялся 17 октября 1999 года в матче против НЕК. В чемпионате Нидерландов сезона 1999/2000 Джон отыграл 19 матчей и отметился двумя забитыми голами. В сезоне 2000/2001 Джон практически не появлялся на поле из-за травм, проведя всего 4 матча, однако с сезона 2001/2002 вернулся в основной состав. В 2002 году Джон стал чемпионом и обладателем Кубка Нидерландов. Три последующих сезона для О’Брайена сложились неудачно — Джон очень часто получал травмы, в том числе растяжение ахилловых сухожилий. В своём последнем за «Аякс» сезоне Джон провёл 4 матча, а также стал чемпионом Нидерландов сезона 2004/2005. В июне 2004 года О’Брайен продлил контракт с клубом, но 21 февраля 2005 года он был расторгнут.
Из «Аякса» Джон перешёл в «АДО Ден Хаг», но из-за травмы пропустил весь сезон, отыграв всего три матча. В том же году Джон вернулся в США и присоединился к клубу «Чивас США». В «Чивасе» Джон провёл только 2 матча.
В интервью 11 июня 2008 года О’Брайен заявил о завершении карьеры.

### Карьера в сборной
В национальной сборной США О’Брайен дебютировал 22 апреля 1998 года. В 2000 году Джон в составе олимпийской сборной США участвовал на Олимпийских играх, на которых его сборная заняла четвёртое место.
О’Брайен также входил в состав сборной на чемпионатах мира 2002 и 2006 годов. Всего Джон провёл 32 матча за сборную и забил 3 мяча.

## Достижения
- Обладатель кубка Нидерландов: 2002
- Чемпион Нидерландов: 2003, 2005